# Посттрауматски стресни поремећај
Посттрауматски стресни поремећај (ПТСП) је ментални поремећај и поремећај понашања који се може развити због изложености трауматском догађају, као што су сексуални напад, рат, саобраћајни судари, злостављање деце, насиље у породици или друге претње на живот особе. Симптоми могу укључивати узнемирујуће мисли, осећања или снове у вези са догађајима, ментални или физички стрес због знакова повезаних са траумом, покушаје да се избегну знакови повезани са траумом, промене у начину на који особа мисли и осећа, и повећање борбе- или-лет одговор. Ови симптоми трају више од месец дана након догађаја. Мала деца ређе показују узнемиреност, али уместо тога могу изразити своја сећања кроз игру. Особа са ПТСП-ом је у већем ризику од самоубиства и намерног самоповређивања.
Већина људи који доживе трауматске догађаје не развијају ПТСП. Људи који доживљавају међуљудско насиље као што су силовање, други сексуални напади, киднаповање, ухођење, физичко злостављање од стране интимног партнера и инцест или други облици сексуалног злостављања у детињству имају већу вероватноћу да развију ПТСП од оних који доживљавају трауму која није заснована на нападу, као што су несреће и природне катастрофе. Они који доживљавају продужену трауму, као што су ропство, концентрациони логори или хронично злостављање у породици, могу развити сложени посттрауматски стресни поремећај (С-ПТСП). С-ПТСП је сличан ПТСП-у, али има изразит утицај на емоционалну регулацију и суштински идентитет особе.
Превенција може бити могућа када је саветовање усмерено на оне са раним симптомима, али није ефикасно када се пружа свим особама изложеним трауми без обзира да ли су симптоми присутни или не. Главни третмани за особе са ПТСП-ом су саветовање (психотерапија) и лекови. Антидепресиви типа ССРИ или СНРИ су лекови прве линије који се користе за ПТСП и умерено су корисни за око половине људи. Користи од лекова су мање од оних које се виде уз саветовање. Није познато да ли употреба лекова и саветовања заједно имају већу корист од било које методе одвојено. Лекови, осим неких ССРИ или СНРИ, немају довољно доказа који подржавају њихову употребу и, у случају бензодиазепина, могу погоршати исход.
У Сједињеним Државама, око 3,5% одраслих има ПТСП у датој години, а 9% људи га развије у неком тренутку свог живота. У већем делу остатка света, стопе током дате године су између 0,5% и 1%. Веће стопе се могу јавити у регионима оружаних сукоба. Чешће је код жена него код мушкараца.
Симптоми менталних поремећаја повезаних са траумом су документовани барем од времена старих Грка. За неколико примера доказа о посттрауматским болестима се тврдило да постоје из седамнаестог и осамнаестог века, као што је дневник Семјуела Пеписа, који је описао наметљиве и узнемирујуће симптоме након пожара у Лондону 1666. године. Током светских ратова, стање је било познато под различитим терминима, укључујући „шок од гранате“, „ратни нерви“, неурастенију и „борбену неурозу“. Термин „посттрауматски стресни поремећај“ ушао је у употребу седамдесетих година прошлог века великим делом због дијагнозе америчких војних ветерана из рата у Вијетнаму. Званично га је признало Америчко удружење психијатара 1980. године у трећем издању Дијагностичког и статистичког приручника за менталне поремећаје (ДСМ-III).

## Етиопатогенеза
Посттрауматски стресни поремећај се може јавити у било ком узрасту, чак и код ментално здравих особа, појавом специфичних симптома који обично почињу до 3 месеца од трауматског догађаја (акутни пострауматски стресни поремећај). Ако не дође до излечења у току акутне фазе болести, по правилу у наредних 6 месеци од трауматског догађаја, због сувише јаког и дуготрајног стреса, поремећај поприма хронични облик који може трајати годинама, и довести до трајних промена личности. Шта је сувише дуго и сувише јако одлучује, у највећој мери, урођена природа организма, као и стање у коме га је стрес (психички узрок) затекао. Међутим, дешава се да се симптоми ПТСП јаве или препознају са закашњењем од неколико месеци (>3) или више година. У таквим случајевима због неблаговременог или неадекватног лечења у дужем временском периоду клиничка слика поприма тежи облик са не тако ретком појавом самоубистава у покушају и развоја израженијих форми психосоматске болести.
Основне карактеристике и примери стресног догађаја
Основне карактеристике стресног догађаја код ПТСП огледа се у томе да је он мора бити не само озбиљан већ и екстреман. Најчешћи примери таквих стресних догађаја су; претња смрћу због појава грађанских сукоба, ратних дејстава, природних катастрофа (поплаве, земљотрес, пожара) или догађаја као што су: мобинг,
насиље у породици, боравак у затвору, логору итд, силовање, тероризам...
На пример, Нато бомбардовање СРЈ и Сукоби на Косову и Метохији 1999. изазвало је ПТСП код неких људи који су били изложени бомбардовању, код људи који су доживели или видели погибију на Косову, и код људи који су у изгубили рођаке и пријатеље у овим догађајима.
Ветерани по повратку својим кућама из рата често оболевају од ПТСП. Особе које су доживеле мобинг на радном месту такође чешће оболевају од ПТСП.
Симптоми и знаци ПТСП су одговор тела на стрес. Тачан узрок (механизам настанка) ПТСП је непознат. На његову појаву и развој симптома могу утицати многобројни психолошки, генетички, физички и социјални фактори. Постојање већ доживљене психичке трауме у животу неке особе, код ње може да повећа ризик од настанка ПТСП након недавно доживљеног стресног догађаја.
Није познато зашто трауматски догађаји изазивају ПТСП код неких људи, али не и код других.

### Предиспозиција
Постоји много покушаја утврђивања фактора који предиспонирају појаву ПТСП. Након многобројних истраживања која су подразумевала различита испитивања људи код којих се након трауматског догађаја (као што су пожари, експлозије, ратиште) јавио ПТСП, и оних код којих није било симптома ПТСП утврђени су неки од следећих психолошких фактора који су битни за појаву ПТСП након трауматског догађаја:
- Постојање психичких поремећаја пре трауме
- Постојање психичких поремећаја у породици
- Висок неуротицизам
- Спољашњи локус контроле
- Трансгенерацијска траума, односно постојање искуства трауме у ранијој генерацији у породици [тражи се извор]
- Постојање ранијих трауматских искустава

Особе које имају висок ниво менталног здравље пре трауме најмање су изложене ризику за ПТСП. Али ако је трауматско искуство довољно застрашујуће, претходно добро психолошко здравље га вероватно неће заштитити. Такође према неким истраживањима, недостатак социјалне подршке када је она највише потребна, може утицати да претходно психолошки здраве особе подлегну трауми.
Генетичке предиспозиције су још један од фактора битних за појаву ПТСП. На основу обимног истраживања које је спроведено у Америци на вијетнамским ветеранима близанцима, утврђено је да једнојајчани близанци имају сличнији ниво ПТСП од двојајчаних близанаца, што указује на значај генетичких фактора код ПТСП.

## Знаци и симптоми
Знаци и симптоми ПТСП нису ништа друго до манифестне појаве у организму трауматизоване особе изазване различитим комбинацијама дејства физичких и психолошких фактора, или удруживањем више група симптома од којих су најчешће заступљени следећи:
| Узроци                                                                                     | Знаци и симптоми |
| ------------------------------------------------------------------------------------------ | --- |
| Поновно преживљен догађај                                                                  | - Понављајућа узнемирујућа и мучна сећања. - Изненадни осећај као да се трауматични догађај поново догађа (flash back). - Понављајући мучни снови о догађају. |
| Појачана психичка осетљивост и изражена узнемиреност                                       | - Потешкоће успављивања и одржавања спавања - Раздражљивост или напади љутње и беса - Отежана способност концентрације - Реакција претеране уплашености - Ишчекивања нових непријатности. |
| Избегавање ситуације и околности (које подсећају или су повезане са трауматским догађајем) | - Покушај да се избегну мисли и осјећања везана за трауму - Неспособност сећања неког важног дела трауме - Осјећај ускраћивања будућности (нпр. особа не очекује да би могла имати каријеру, брак, децу или дуг живот). - Смањено интересовање за животно значајне активности - Осећај одвојености или отуђеност од других - Емоционална отупљеност (нпр. неспособност за осећај љубави) - Покушаји да се избегну активности или ситуације које подсећају на трауму |

## Дијагноза
Дијагноза ПТСП, данас се углавном заснива се на 8 критеријума из Дијагностичког и статистичког приручник за менталне поремећаје, пето издање (ДСМ-5).
| Критеријуми | Карактеристике ПТСП у оквиру задатог критеријума |
| ----------- | --- |
| Први        | - Директно доживљавање трауматског догађај - Лично сведочења, о трауматском догађају коме нису присуствовале друге особе - Сазнање да је трауматски догађај повезан са блиским чланом породице или пријатељем - Доживљавај се понавља или постоји екстремна изложеност аверзивним дејствима трауматског догађаја; ово се не односи на утицаје преко медија (телевизија, филмови или слике). |
| Други       | - Упорно понављање догађаја на један од следећих начина кроз; мисли или перцепције, слике, драматичне представе, илузије или халуцинације. повратне дисоцијативне епизоде, снажно психолошко узнемирење или реакцију на било шта што симболизује неки аспект догађаја. |
| Трећи       | - Избегавање надражаја и сећања који су повезани са траумом, а која се огледају у једном или оба облика избегавања која могу бити: избегавању мисли, сећања, или разговора повезаних са догађајем и избегавање људи, места, или активности које могу изазвати сећања на непријатан догађај.                                                                                                 |
| Четврти     | - Немогућност сећања важних аспекта догађаја. - Дуготрајни и претерани негативни ставови о себи, другима, или свету - Дуготрајни, поремећај сазнања о узроку или последицама догађаја - Дуготрајно негативно емоционално стање - Изразито смањено интересовање за учешће у значајним активностима - Осећање или отуђење од других - Дуготрајна неспособност да се доживе позитивне емоције  |
| Пети        | - Раздражљиво понашање и испади беса. - Несмотрено или самодеструктивно понашање - Будност и опрез - Претерано тражење одговора - Проблеми са концентрацијом - Поремећај сна |
| Шести       | - Симптоми трају више од једног месеца |
| Седми       | - Поремећај изазива клинички значајну патњу или оштећење у функционисању. |
| Осми        | - Поремећај није приписан физиолошких ефектима супстанци или другим медицинским стањима |

## Диференцијална дијагноза
| Дијагнозе у разматрању | Диференцијалне дијагнозе                                               |
| --- | ---------------------------------------------------------------------- |
| - Акутни стресни поремећај - Поремећај прилагођавања - Симулирање (мора се искључити) - Поремећај расположења са психотичним обележјима - Психотични поремећаји изазвани општим медицинским стањем (болешћу) - Поремећаји изазвани применом недозвољених супстанци | - Анксиозни поремећаји - Опсесивно компулзивни поремећај - Шизофренија |

## Терапија
Терапија ПТСП обухвата следеће:
- Превенцију, иницијалну процену и третман убрзо након трауматичног догађаја
- Комбиновану примену фармаколошких и нефармаколошких облика терапија за одрасле
- Првенствене психотерапијске интервенције код адолесцената и деце

Нефармаколошка терапија
Нонфармалошка терапија заснива се на следећем:
- Групна терапија
- Индивидуална и породична терапија
- Когнитивно-бихевиорална терапија (КБТ)
- Терапија игром или арт терапија
- Управљање анксиозношћу
- Хипноза
- Разне технике релаксације

Фармаколошка терапија
Лекови се могу применити у контроли физиолошких симптоме, како ми се болеснику омогућило да толерише, примену високо емотивном садржаја у психотерапији. Главне фармаколошке супстанце које се користе код ПТСП су:
- Селективне инхибитори серотонина (на пример, сертралин, пароксетин, флуоксетин): који могу разрешити сва 3 симптома кластера
- Бензодиазепини (нпр, алпразолам): за купирање анксиозности и ослобађање од других симптома
- Бета блокатори (нпр пропранолол): за лечење симптома повезаних са хипертензивним реакцијама
- Антиконвулзиви (на пример, карбамазепин, ламотригин, употреба ван ознака): за купирање импулсивности и емоционалне лабилности
- Атипични антипсихотици (нпр рисперидон, оланзапин): код болесника који не реагују на антидепресиве.
- Алфа1 блокатори (нпр, празосин): код болесника са ноћном мором и поремећајима спавања.
- Алфа2 агонисти (на пример, клонидин): за лечење ноћне море.

У лечењу ПТСП поред наведених медикамената могу се, према потреби, користити и:
- Инхибитори моноаминоксидазе
- Трициклични антидепресиви
- Глукокортикоиди у малим дозама: у циљу смањење трауматских сећања.[22]